# Ушас (вулкан)
Ушас (лат. Ushas Mons) — це щитовий вулкан заввишки 2 км у південній півкулі Венери, у північній частині області Діони на 25° пд. ш., 323° сх. д. 

## Назва
Його назва походить від ведичної богині світанку Ушас. 

## Будова
Вулкан відзначається численними яскравими потоками лави та безліччю тріщин з півночі на південь, багато з яких, ймовірно, утворилися після виверження лави на поверхню. Однак у центральній частині вершини молоді потоки залишаються нерозмитими. Ударний кратер можна побачити серед тріщин у верхній центрі зображення. Характер розломів і вулканізму є загальним явищем для цього типу вулканів на Венері, і вважається, він є результатом підняття розпеченої матерії з венеріанської мантії, явища, відомого на Землі як "гаряча точка".
Має структуру подібну до вулкану Сіф.